# Ruby Barnhill
Ruby Barnhill (née le 16 juillet 2004 à Knutsford en Angleterre) est une actrice britannique.

## Filmographie
Télévision
- 2015 : 4 O'Clock Club : Isobel Harlow

Cinéma
- 2016 : Le Bon Gros Géant : Sophie
- 2017 : Mary et la Fleur de la sorcière : Mary